# Escallonia hispida
Escallonia hispida är en tvåhjärtbladig växtart som först beskrevs av Vell., och fick sitt nu gällande namn av Herman Otto Sleumer. Escallonia hispida ingår i släktet Escallonia och familjen Escalloniaceae. Inga underarter finns listade i Catalogue of Life.